# Cordillera Oriental (Peru)
Die Cordillera Oriental (span. für deutsch „östliche Gebirgskette“) ist eine Kette von Gebirgsbögen in den östlichen Anden von Peru. Die niedrigeren Höhenkämme, die unmittelbar an das Amazonastiefland grenzen, werden auch als „Voranden“ bezeichnet.

## Lage
Die Cordillera Oriental – die im weiteren Sinne ihren Anfang in der Cordillera de Kutukú Ecuadors nimmt und sich über gesamt Peru und die bolivianische Ostkordillere bis ins nördliche Argentinien ausdehnt – erstreckt sich auf nahezu der gesamten Länge des Landes über 1.330 Kilometer in nord-südlicher Richtung.
Die höchsten Erhebungen dieses umfangreichen Gebirgssystems liegen vor allem im südlichen Teil, wo mit dem Ausangate der vierthöchste Gipfel Perus zu finden ist.

## Gliederung
Von Nord nach Süd gliedert sich die peruanische Cordillera Oriental in die folgenden Abschnitte (in Klammern der jeweils höchste Gipfel):
- Cordillera Kampankis
- Cordillera Manseriche-Cahuapanas
- Cordillera Escalera
- Cordillera Azul – 33.000 km²
- Sira-Gebirge (Pico Sira 2450 m)
- Cordillera Urubamba – 7.300 km² (Sahuasiray 5818 m)
- Cordillera Vilcanota – 13.300 km² (Ausangate 6384 m)
- Cordillera Carabaya – 17.000 km² (Allincapac 5780 m)
- Cordillera Apolobamba